# Raimund Duellius
Raimund Duellius (* 1693 oder 1694; † 25. Februar 1769 in Mank, Niederösterreich) war ein österreichischer Augustinerchorherr und Historiker.
Seine Priesterweihe erfolgte 1716. Duellius war Chorherr des Stiftes St. Pölten und wirkte dort bis 1736 als Bibliothekar. Durch seine Leistungen in den Fachbereichen Quellenkunde, Genealogie, Diplomatik, Ordensgeschichte und Numismatik trug er zur Blüte der österreichischen Geschichtsschreibung im 18. Jahrhundert bei. Vergleichbare Historiker sind Bernhard Pez, Hieronymus Pez, Chrysostomus Hanthaler und Gottfried Bessel. Er starb in seiner Pfarrei Mank in Niederösterreich, in der er 33 Jahre lang tätig gewesen war.
Ein ungedruckter dritter Band seiner „Miscellanea“ (siehe Werkeverzeichnis) sowie eine Schrift mit dem Titel „Antiquitates Germaniae praesertim Austriacae, in suis Fontibus exhibendae“ gingen verloren, entweder bei der Besetzung St. Pöltens durch Bayern und Franzosen im Jahr 1741 oder aber erst bei der Aufhebung des Stiftes im Jahr 1784.

## Werke
- Miscellanea quae ex Codicibus mss. collegit. 2 Bände, Philipp, Martin & Joannes Veith, Augsburg/Graz 1723–1724 (verschiedene Quellen und Notizen aus österreichischen Handschriften; überwiegend, aber nicht ausschließlich ordensgeschichtlichen Inhalts).
- Excerptorum genealogico-historicorum libri duo. Peter Conrad Monath, Leipzig 1725 (Digitalisat; enthält zahlreiche Volltexte oder Regesten heute verlorener Urkunden)
- mit Johann Friedrich Schannat: Historia Ordinis Equitum Teutonicorum Hospitalis s. Mariae Virginis Hierosolymitani. Wien 1727.
- Biga librorum rariorum. Frankfurt/Leipzig 1730.
- Antiqua monumenta Civitatis Celeiensis, lucubratione epistolari ad D. Joh. Anton. de Boxadors, Com. de Cavella. Nürnberg 1733.
  - auch unter dem Titel De variis eisque potissimum selectis ad elegantiores literas pertinentibus rebus lucubratio epistolaris. Nürnberg 1733.
- Fridericus Pulcher Austriacus inter Imperatores Romano-Germanicos adhuc stat. Schmid, Nürnberg 1733.